# Hippodrome de Castagnolles
L'hippodrome de Castagnolles est un ancien hippodrome situé à Bazas en Gironde.
C'est un hippodrome ouvert au trot avec une piste en herbe de 800 mètres, corde à droite.